# Leptocera octiesetosa
Leptocera octiesetosa är en tvåvingeart som först beskrevs av Becker 1903.  Leptocera octiesetosa ingår i släktet Leptocera och familjen hoppflugor.
Artens utbredningsområde är Egypten. Inga underarter finns listade i Catalogue of Life.